# Scheeßel (stacja kolejowa)
Scheeßel (niem: Bahnhof Scheeßel) – stacja kolejowa w Scheeßel, w kraju związkowym Dolna Saksonia, w Niemczech. Została zbudowana w latach 1873-1874 przez Köln-Mindener Eisenbahn-Gesellschaft, zgodnie z planami Adolfa Funka. Pierwotnie służyła jako sala sprzedaży biletów, poczekalnia dla pasażerów, poczta i apartament dla zawiadowcy stacji. Zabytkowy budynek jest doskonałym przykładem architektury z północnych prowincji stacji z drugiej połowy XIX wieku.

## Linie kolejowe
- Wanne-Eickel – Hamburg